# 自画像 (ソフォニスバ・アングイッソラ)
『自画像』（じがぞう、伊: Autoritratto di Sofonisba Anguissola）は、ソフォニスバ・アングイッソラによる板上の小さな油彩画で、画家が手にしている開いた本に署名および1554年の制作年が記されている。現在、ウィーンの美術史美術館に所蔵されている。
絵画は、ウィーンのベルヴェデーレ宮殿に掛けられていたと記録され、アングイッソラに帰属されていたが、当初は従弟であったアルブレヒト・フォン・エスターライヒ（アルブレヒト7世、オーストリア大公）の婚約者、イサベル・クララ・エウヘニアの肖像画であると考えられていた。フラビオ・カリオーリもこの結論に至ったが、1885年にアドルフォ・ベントゥーリは、1556年3月にフェラーラ公のエルコレ2世・デステに送られた、アングイッソラの父からの手紙と2枚の絵画に言及した。その絵画は、フェラーラ公の娘ルクレツィアのための『自画像』と『クレオパトラ』（ミケランジェロの素描にもとづくもので、現在、フィレンツェのカーサ・ブオナローティにある二枚折り作品）であった。ベントゥーリはまた、1603年から1604年に、アレッサンドロ・デステ枢機卿が自身の絵画の一部を神聖ローマ皇帝ルドルフ2世に贈ったことを記述した。ルドルフに与えられた絵画の目録は現存していないが、ベントゥーリはこの自画像がそれらのうちの1点であると仮定している。ベントゥーリの仮定は、他のすべての美術史家に受け入れられている。